# La narradora de pel·lícules
La narradora de pel·lícules (títol original en castellà, La contadora de películas) és una pel·lícula de comèdia dramàtica de 2023 dirigida per Lone Scherfig a partir d'un guió de Walter Salles, Rafa Russo i Isabel Coixet basada en la novel·la d'Hernán Rivera Letelier protagonitzada per Bérénice Bejo, Antonio de la Torre, Daniel Brühl, Sara Becker i Alondra Valenzuela. És una coproducció internacional xilena-espanyola-francesa. Ha estat doblada i subtitulada al català.

## Argument
Ambientada en un poble miner al desert d'Atacama en la dècada de 1960, amb el teló de fons del canvi polític a Xile i la decadència de les comunitats mineres de salnitre al país, després d'un accident del pare, la família no pot pagar-se l'entrada per a tots al cinema. La trama segueix la difícil situació de la filla, María Margarita, una noia que té el do de contar pel·lícules d'una manera entretinguda. Així es converteix en la "narradora de cinema" oficial de la família. No obstant això, aviat es convertirà en la contadora d'històries del poble, on la major part dels habitants no poden pagar-se una entrada de cinema.

## Repartiment
- Bérénice Bejo com María Magnolia[3]
- Daniel Brühl com Nansen[3]
- Sara Becker com María Margarita[4]
- Antonio de la Torre com Medardo[4]
- Alondra Valenzuela com María Margarita[4]
- Mario Horton[5]
- Pablo Schwarz[5]

## Producció
Walter Salles va ser l'impulsor del projecte, amb una implicació de més de 10 anys. La pel·lícula és una coproducció hispano-francesa-xilena d'A Contra Corriente Films (Adolfo Blanco i Manuel Monzón), Selenium Films (Vincent Juillerat), Altiro Films (Andrés Mardones) i Contadora Films AIE, amb la participació d'RTVE, TVC, i Euskaltel-Telecable i el suport d'ICAA, ICEC i Crea-SGR.

## Estrena

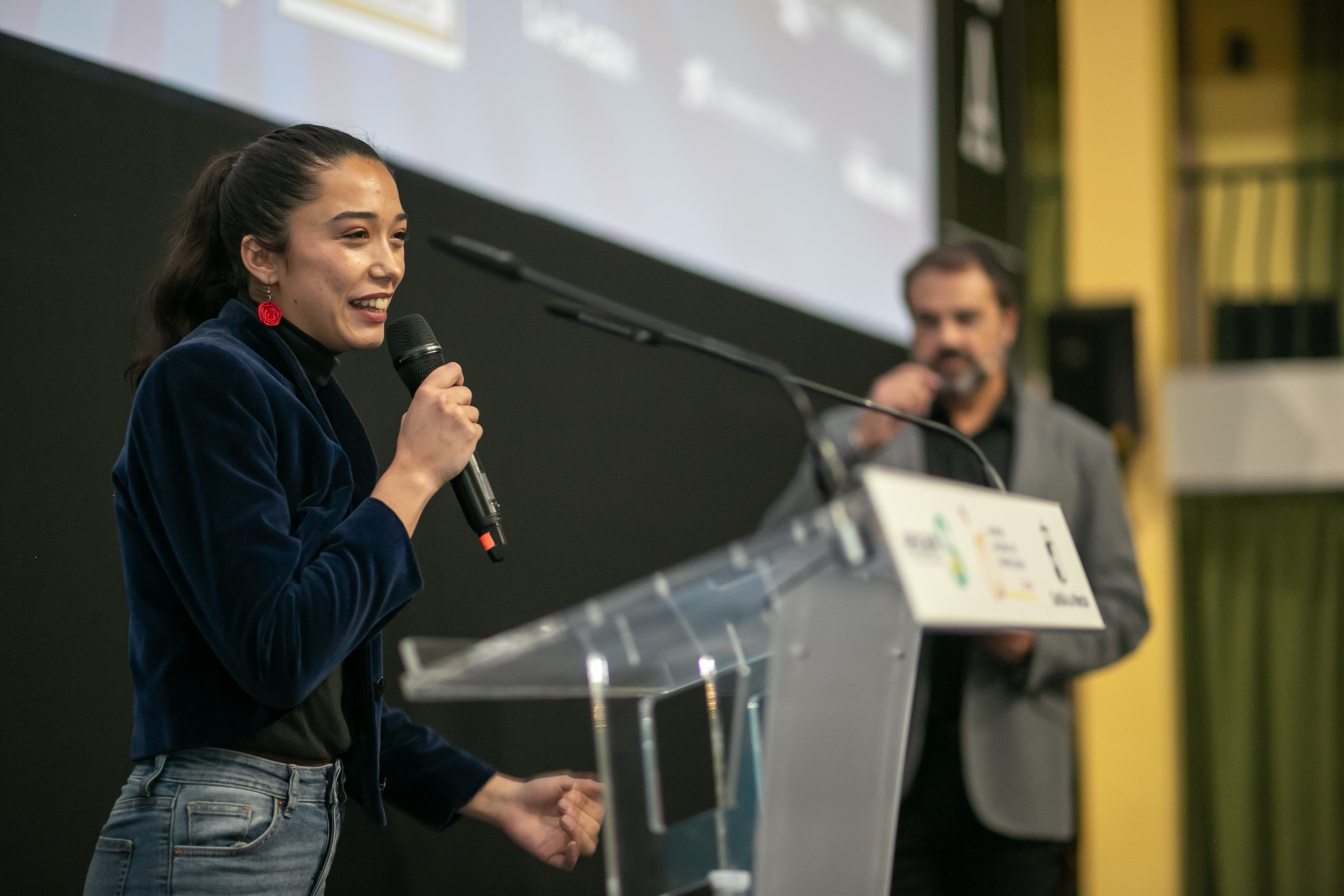
Sara Becker assistint a la projecció de la pel·lícula a l'Hospital Nacional de Parapléjicos a Toledo el 23 d'octubre de 2023

La pel·lícula estava programada per fer una presentació especial al 48è Festival Internacional de Cinema de Toronto el 15 de setembre de 2023, i va obrir la 68a Setmana Internacional de Cinema de Valladolid el 21 d’octubre de 2023. Distribuïda per A Contracorriente Films, fou estrenada a les sales de cinema espanyoles el 27 d’octubre de 2023.

## Recepció
Segons el lloc web de l'agregació de ressenyes Rotten Tomatoes, La narradora de pel·lícules té una puntuació d'aprovació del 90% basada en 10 ressenyes dels crítics, amb una puntuació mitjana de 6,7/10.
Steve Pond de The Wrap va escriure que "en els seus moments més feliços", la pel·lícula "és gloriosa i sí, una mica cursi; en els seus més foscos, encara és encantadora i trista".
Pete Hammond de Deadline Hollywood va considerar que la pel·lícula era "una visita obligada" per als amants del cinema de tot arreu.
Maggie Lovitt de Collider va donar a la pel·lícula una qualificació B+, considerant que era "una carta d'amor a la comunitat que creix a partir de les llavors de la narració".

## Reconeixements
| Any  | Premi                                                    | Categoria                     | Nominat                         | Resultat | Ref    |
| ---- | -------------------------------------------------------- | ----------------------------- | ------------------------------- | -------- | ------ |
| 2024 | Premis Gaudí de 2024                                     | Millor actor secundari        | Daniel Brühl                    | Pendent  | [ 15 ] |
| 2024 | Premis Gaudí de 2024                                     | Millor muntatge               | Bernat Aragonés                 | Pendent  | [ 15 ] |
| 2024 | Premis Gaudí de 2024                                     | Millor disseny de producció   | Elisa Sirvent, Patricio Pereira | Pendent  | [ 15 ] |
| 2024 | Premis Gaudí de 2024                                     | Millor vestuari               | Mercè Paloma                    | Pendent  | [ 15 ] |
| 2024 | Premis Gaudí de 2024                                     | Millor maquillatge i pentinat | Patricia Reyes, Jesús Martos    | Pendent  | [ 15 ] |
| 2024 | Premis Gaudí de 2024                                     | Millors efectes visuals       | Bernat Aragonés                 | Pendent  | [ 15 ] |
| 2024 | Medalles del Cercle d'Escriptors Cinematogràfics de 2023 | Millor actriu revelació       | Sara Becker                     | Pendent  | [ 16 ] |
| 2024 | XXXVIII Premis Goya                                      | Millor actriu revelació       | Sara Becker                     | Pendent  | [ 17 ] |
| 2024 | XXXVIII Premis Goya                                      | Millor direcció artística     | Carlos Conti                    | Pendent  | [ 17 ] |
| 2024 | XXXVIII Premis Goya                                      | Millor disseny de vestuari    | Mercè Paloma                    | Pendent  | [ 17 ] |